# Vuelo 9209 de Avis-Amur
El vuelo 9209 de Avis-Amur fue un vuelo nacional de carga que sufrió un accidente el martes 9 de agosto de 2011 en el lejano oriente de Rusia. El avión, un Antonov An-12 de Avis Amur, se encontraba efectuando un vuelo de cabotaje carguero desde el aeropuerto de Magadan al aeropuerto de Keperveyem, transportando nueve tripulantes y dos pasajeros. Se notificó un fuego en el motor en ruta y el avión se estrelló posteriormente al noreste de Magadan, matando a todos los que viajaban a bordo.

## Aeronave
El avión accidentado fue el Antonov AN-12BP registro RA-11125, c/n 3341006. El avión había volado por primera vez en 1963 y en el momento del accidente era el avión registrado en Rusia más antiguo en servicio comercial.

## Accidente

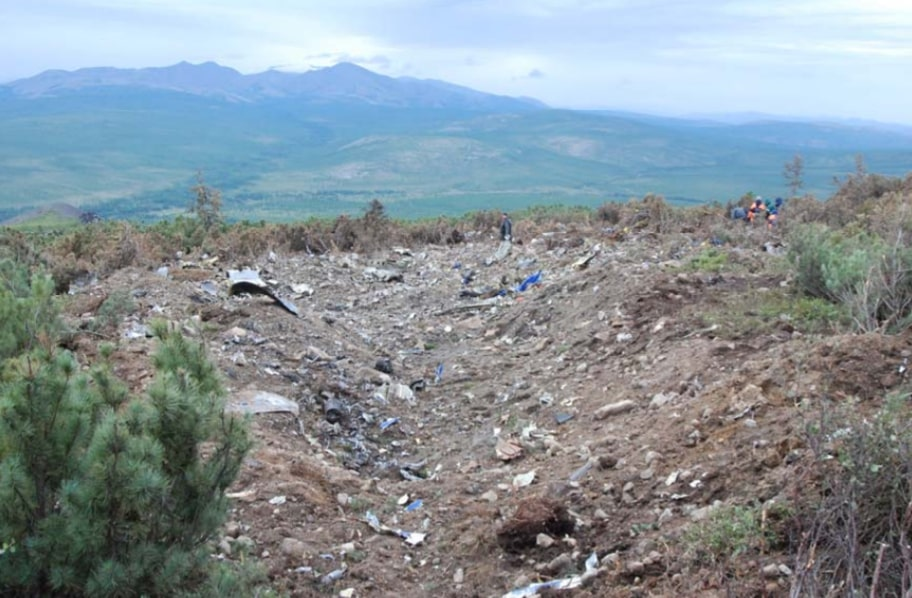
Lugar del accidente

El vuelo 9209 de Avis-Amur había salido de Komsomolsk del Amur en un vuelo a Keperveem con una parada de reabastecimiento de combustible en Magadan. El An-12 aterrizó en Magadan a las 12:54 después de un vuelo sin incidentes.
El vuelo fue reabastecido y partió de Magadan a las 14:37 para el tramo final del vuelo. La altitud de crucero de 7500 m se alcanzó a las 15:17. Poco después, se observó una fuga de combustible en el motor 4. A las 15:22 la tripulación solicitó un descenso a 6600 metros para un regreso a Magadan. Esto se le fue aprobado y la tripulación apagó el motor y procedió al emplumado de la hélice. El motor estaba en llamas, a las 15:27 la tripulación informó del incendio y manifestó que estaban realizando un descenso de emergencia. La tripulación había informado de una fuga de combustible y un incendio en el motor e indicó que regresaban a Magadan. El avión no llegó a Magadan y se perdió el contacto.
Los restos se localizaron al día siguiente y no se encontraron supervivientes entre los 11 a bordo.

## Investigación
El Comité de Aviación Interestatal (del ruso: Межгосударственный авиационный комитет (МАК)) de la Alianza de Estados Independientes abrió una investigación del accidente. Como resultado del accidente, la operación de los Antonov An-12 dentro de Rusia fue prohibida hasta que se completara el programa de estudio de riesgo.

## Informe final
La investigación tardó nueve meses y en su informe final indicó que las causas del accidente fueron: 
- La pérdida de control lateral debido a la pérdida de propiedades de apoyo del ala izquierda del avión y una posible violación de la integridad del control. varilla de cableado del alerón izquierdo, lo que provocó una intensa rotación del avión con un vuelco hacia la izquierda y la colisión con la ladera de la montaña.
- La causa de la pérdida de las propiedades de apoyo del ala izquierda del avión y una posible violación de la integridad del cableado de la varilla de control del alerón izquierdo fue un incendio, surgido en vuelo en el compartimiento de popa de la góndola del motor n°1 que se extendió a la ala.
- Lo más probable es que el incendio haya comenzado cuando hay una fuga de combustible de las conexiones de la línea de combustible de la bomba 1 de baja presión del motor encendida en contacto con una parte caliente del motor. Debido a la destrucción total de la aeronave, no fue posible establecer claramente el lugar y la causa de qué provocó la fuga de combustible.
- La imposibilidad de extinguir el fuego en una etapa temprana mediante un sistema de extinción de incendios podría haber contribuido a un retraso en el motor 1 debe apagarse (al menos 2 minutos después de la detección de la fuga de combustible) debido a la falta de instrucciones de la tripulación del An-12 sobre las acciones en caso de fuga de combustible por debajo de la cubierta del motor en vuelo.
- La naturaleza montañosa del terreno subyacente, la falta de visibilidad sobre la tierra debido a la nubosidad y la falta de tiempo debido al fuego en curso, no permitió a la tripulación elegir un sitio y realizar un aterrizaje de emergencia.